# Jacques-Léonard Maillet
Pour les articles homonymes, voir Jacques Maillet (homonymie) et Maillet.
Jacques Maillet, né le 12 juillet 1823 à Paris, où il est mort dans le 16e arrondissement le 14 février 1894, est un sculpteur français.

## Biographie
Jacques Maillet commence ses études artistiques dans une école de dessin du faubourg Saint-Antoine, puis entre à l’École des beaux-arts de Paris dans les ateliers de Jean-Jacques Feuchère puis de James Pradier. Il obtient le grand prix de Rome de 1847 avec Télémaque rapportant à Phalante l'urne renfermant les cendres d'Hippias. Il passe quatre ans à l’Académie de France à Rome entre 1848 et 1851. À son retour à Paris, il participe à plusieurs Salons et expositions qui lui valent diverses médailles. Il travaille ensuite sur de grands travaux d'ornementation parisiens pour le palais du Louvre, l’hôtel de ville et le Palais Garnier.
Jacques Maillet meurt le 14 février 1894 et est inhumé à Paris au cimetière du Père-Lachaise le 16 février. Sa concession fait l'objet d'une reprise administrative le 5 juin 1980 et ses restes sont déposés à l'ossuaire du cimetière.

## Œuvres dans les collections publiques
- Paris :
  - église Saint-Séverin : Saint Martin partageant son manteau avec un pauvre, 1853, bas-relief en pierre ;
  - basilique Sainte-Clotilde :
    - Saint Césaire, 1854, pierre ;
    - Saint Doctrové, 1854, pierre ;

  - cimetière du Père-Lachaise : Pleureuse, 1868, marbre ornant la sépulture d’Auguste Anjubault ;
  - jardin des Tuileries : Agrippine
- Périgueux, musée d'art et d'archéologie du Périgord : Le Jeune Chasseur, 1864, bronze.
- Suresnes, forteresse du Mont-Valérien :
  - Agrippine

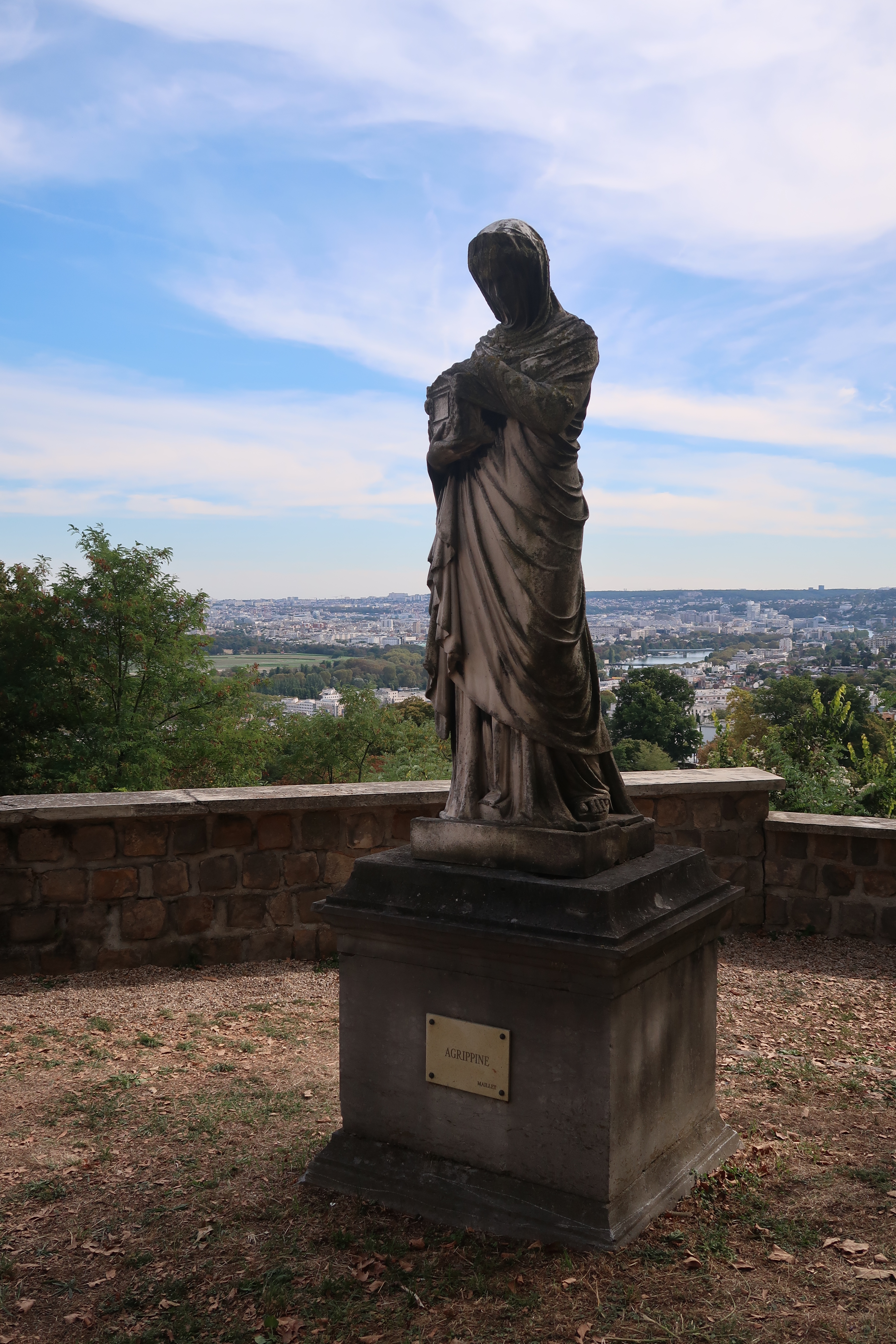
Agrippine Fort du Mont-Valérien.
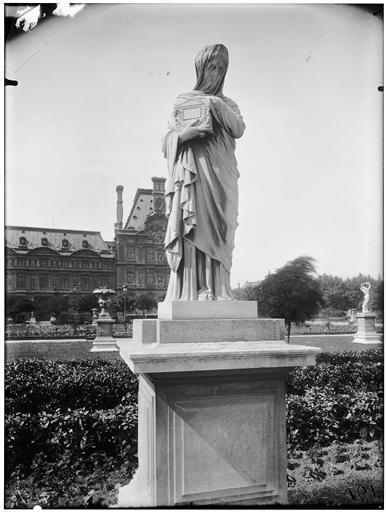
Agrippine Jardin des Tuileries (ancienne photo).
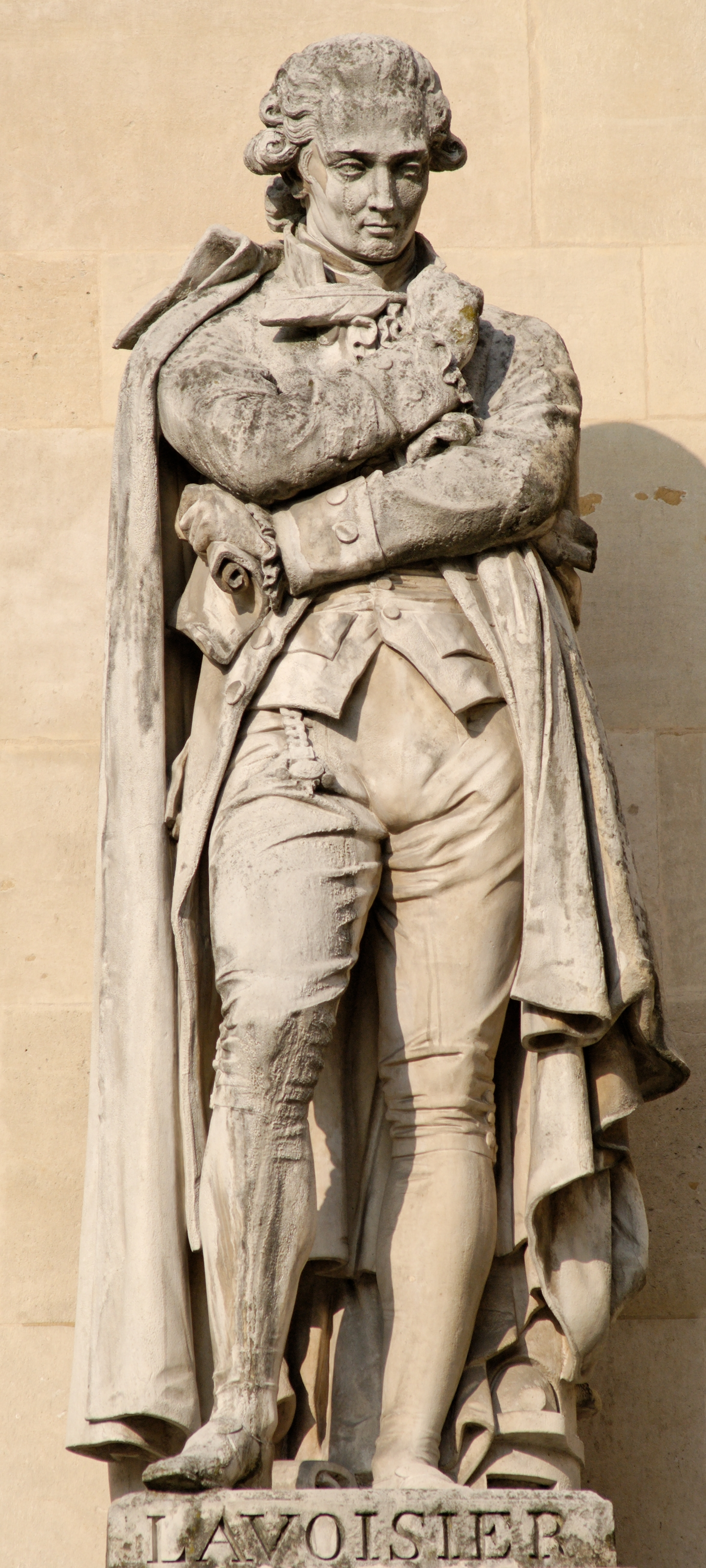
Lavoisier Cour Napoléon du palais du Louvre.
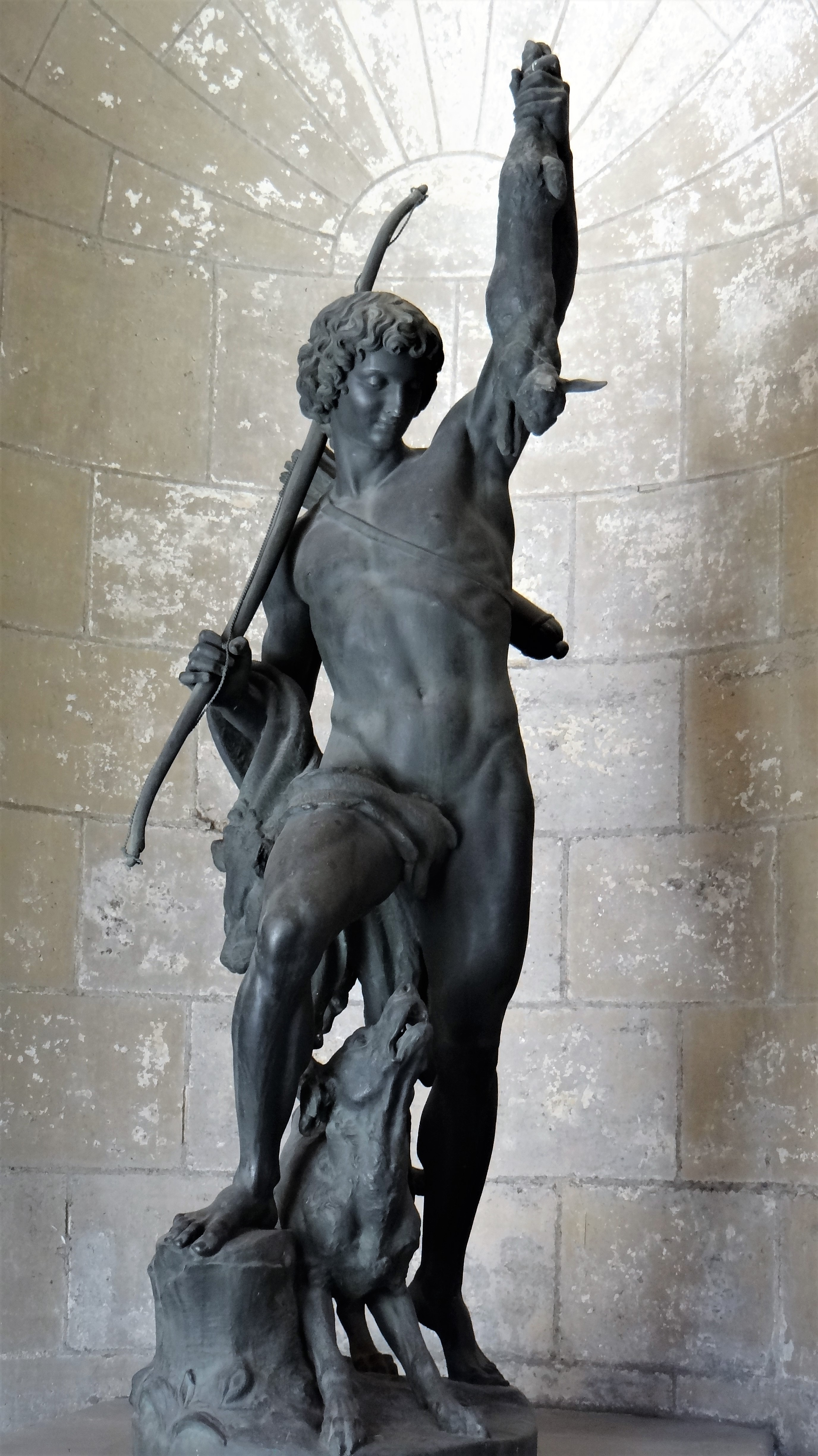
Le jeune chasseur Musée d'art et d'archéologie du Périgord

## Honneur
Chevalier de l'ordre de Léopold (Belgique, 5 octobre 1866).